# وازدیم لیخاراد
وازدیم لیخاراد (انگلیسی: Vadzim Likharad؛ زادهٔ ۶ سپتامبر ۱۹۹۳) وزنه‌بردار اهل بلاروس است.
وی در مسابقات کشوری و بین‌المللی در مجموع برندهٔ ۲ مدال برنز شده‌است.